# 翠屏書院
翠屏書院位於四川省宜賓市城西翠屏山，文物遺址年代判定為清。2002年12月27日公佈為四川省第六批省級文物保護單位。